# Tinta roja (tango)
Tinta roja es un tango cuya letra pertenece a Cátulo Castillo  en tanto que la música es de Sebastián Piana. Fue grabado por Francisco Fiorentino con la orquesta de Aníbal Troilo el 23 de octubre de 1941 para RCA Victor y, posteriormente, por otros artistas.

## Los autores
Sebastián Piana (Buenos Aires Argentina, 26 de noviembre de 1903 - ídem 17 de julio de 1994) fue un conocido músico, compositor, director de orquesta y pianista argentino, dedicado a la música de tango. Escribió la música, entre muchas otras obras, de las milongas Milonga del 900, Milonga sentimental, Milonga triste; de los tangos Viejo ciego, El pescante, (con letras de Homero Manzi), Sobre el pucho (con letra y colaboración en la música, de José González Castillo), y de las milonga-candombes Aleluya (de 1940, con letra de Cátulo Castillo),  Pena mulata (con letra de Homero Manzi).
Cátulo Castillo (Buenos Aires, Argentina, 6 de agosto de 1906 - ídem, 19 de octubre de 1975) cuyo nombre completo era Ovidio Cátulo González Castillo, fue un conocido poeta y compositor argentino de tango. Fue autor, entre otros, de los tangos Organito de la tarde, El aguacero (con letra de José González Castillo), Caserón de tejas-(vals), (con música de Sebastián Piana), María y La última curda (música de Aníbal Troilo, El último café (año 1963, con música de Héctor Stamponi).

## Gestación de la obra
En 1941 Piana, que hacía poco se había casado y mudado a una nueva casa estaba corto de dinero cuando se aproximaba el cumpleaños de su esposa por lo cual le ofreció componer un nuevo tango a la Editorial Julio Korn, lo que fue aceptado por esta con la condición de que llevara letra, por lo que Piana fue a ver a Cátulo Castillo y el tango surgió de inmediato. Los dos artistas habían colaborado anteriormente desde 1925, cuando Castillo todavía no escribía letras sino que hacía la música sobre la de otros, y compusieron la música del tango Silbando, sobre letra de José González Castillo. Posteriormente hicieron juntos otras obras entre las que estaban El ciego del violín, cuyo nombre definitivo fue Viejo ciego –sobre letra de Homero Manzi-, el vals Caserón de tejas y la milonga Aleluya.
El tango fue estrenado y grabado por Francisco Fiorentino con la orquesta de Aníbal Troilo el 23 de octubre de 1941 para RCA Victor, unos días antes de que este conjunto se presentara en la audición radial Ronda de ases. Inicialmente no tuvo mucha difusión, al punto que recién fue grabado de nuevo el 28 de julio de 1950 para RCA Victor y el registro pertenece a Fiorentino, esta vez con la orquesta de Alberto Mancione; pero, para sorpresa de los autores que al crearlo no pensaban que iba a tener esa trascendencia, en la década de 1960 se popularizó y fue grabado con las voces de diversos cantantes, entre los que se encontraban Miguel Montero, Susana Rinaldi, Rubén Juárez, Jorge Sobral y Alberto Marino y también en versión instrumental por Osvaldo Pugliese, Beba Pugliese y su trío y Leopoldo Federico con Roberto Grela.
Entre las interpretaciones Manuel Adet afirma que fue la interpretación de Goyeneche grabada en 1971la que, con su ritmo justo, el fraseo perfecto y el tono exacto marca un antes y un después respecto de este tango.

## Comentarios
El tango arranca con una imagen gráfica impregnada de la nostalgia que tiñe toda la obra.

Paredón,

tinta roja en el gris

del ayer... 

Tu emoción

de ladrillo feliz

sobre mi callejón

con un borrón

pintó la esquina... 

Así comenta Yoli Fidanza:

”El ayer tiene ese color... Seres y cosas del pasado confundidas en la niebla del tiempo, casi perdidas, hasta que algo sucede, una nostalgia, una voz, una presencia atraen al recuerdo y el pasado se sitúa frente a la mirada interior en una escenografía intemporal e ilusoria. Los sentimientos envueltos en una atmósfera gris se iluminan con el color de la vida…Cátulo Castillo pone en boca del protagonista de su tango, todo el dolor de la añoranza, todas las preguntas comunes al hombre, la infancia perdida, los sueños, la identidad que un barrio presta…Es angustia el tiempo dónde quedó atrapada la inocencia, es angustia existencial y es búsqueda del sentido de la vida”

Después de transcribir los dos primeros versos Adet dice:

“Dos versos y el poema está presentado. Es más, ¿por qué no pensar que allí empieza y termina el poema?, ¿que en esos versos está todo?... La consistencia de ese paredón que es algo más que una pila de ladrillos viejos, la “tinta roja” cargada de múltiples significados, el contraste entre …el gris, el rojo y el negro. Y la nostalgia, la evocación de un pasado íntimo, que es a su vez exclusivo e irrecuperable….Versos cortos, que impactan por el sonido de las palabras y la visibilidad de las imágenes…. la insistencia en los colores, en las insinuaciones y las sugerencias. La esquina está pintada con un borrón, el buzón es carmín, el amor es rubio… Un poema se construye con detalles…. Las penas son negras, el fondín es gris y las referencias a la sangría y el carmín. El juego de colores es deliberado y discreto, como también es discreta y, si se quiere, pudorosa, la nostalgia, el recuerdo de ese tiempo que se fue para siempre y, como en los sueños, sólo recordamos objetos, colores que, por supuesto, están cargados de sentidos, de significados….(En) el estribillo el pasado es el arrabal, la memoria es la niñez y el rincón tiene el tono de la luna y su limpia alegría. La mención a la vereda, a los malevos, al propio arrabal es una constante de nuestros grandes poetas, desde Homero Manzi a Jorge Luis Borges.

## Grabaciones
Entre otras grabaciones de  Tinta roja se encuentran las siguientes:
- Francisco Fiorentino con la orquesta de Aníbal Troilo el 23 de octubre de 1941 para RCA Victor
- Francisco Fiorentino con la orquesta de Alberto Mancione del 28 de julio de 1950 para RCA Victor
- Roberto Goyeneche con la orquesta de Aníbal Troilo el 26 de julio de 1971 para RCA Victor
- Orquesta de Osvaldo Pugliese (Instrumental) el 25 de enero de 1972 para Odeon
- Roberto Achával con la orquesta de Osvaldo Piro el 27 de noviembre de 1978 para RCA Victor
- Miguel Montero con la orquesta de José Libertella para Odeon en octubre de 1965.
- Susana Rinaldi con la orquesta de Osvaldo Piro para el sello Trova en 1973.
- Conjunto vocal Tango 5 para Phonograph en 1969.
- Alberto Marino con la orquesta de Osvaldo Tarantino para Disc Jockey en 1976.
- Nelly Duggan con la orquesta de Osvaldo Requena en 1979.[4]